# 1908
1908 (MCMVIII) var ett skottår som började en onsdag i den gregorianska kalendern och ett skottår som började en tisdag i den julianska kalendern.

## Händelser

### Januari
- 10 januari – Tunnelbanan mellan Manhattan och Brooklyn öppnas [1].
- 28 januari – Carl Larssons målning Gustav Vasas intåg i Stockholm kommer efter 15 års stridigheter på plats i Nationalmuseums trapphall [2].
- 30 januari – Indiske advokaten Mohandas Gandhi släpps fri efter att ha avtjänat straff för ohörsamhet i Transvaal [1].
- Januari–juli – 2 546 företag i Sverige går i konkurs, jämfört med 1 748 samma tid föregående år.

### Februari

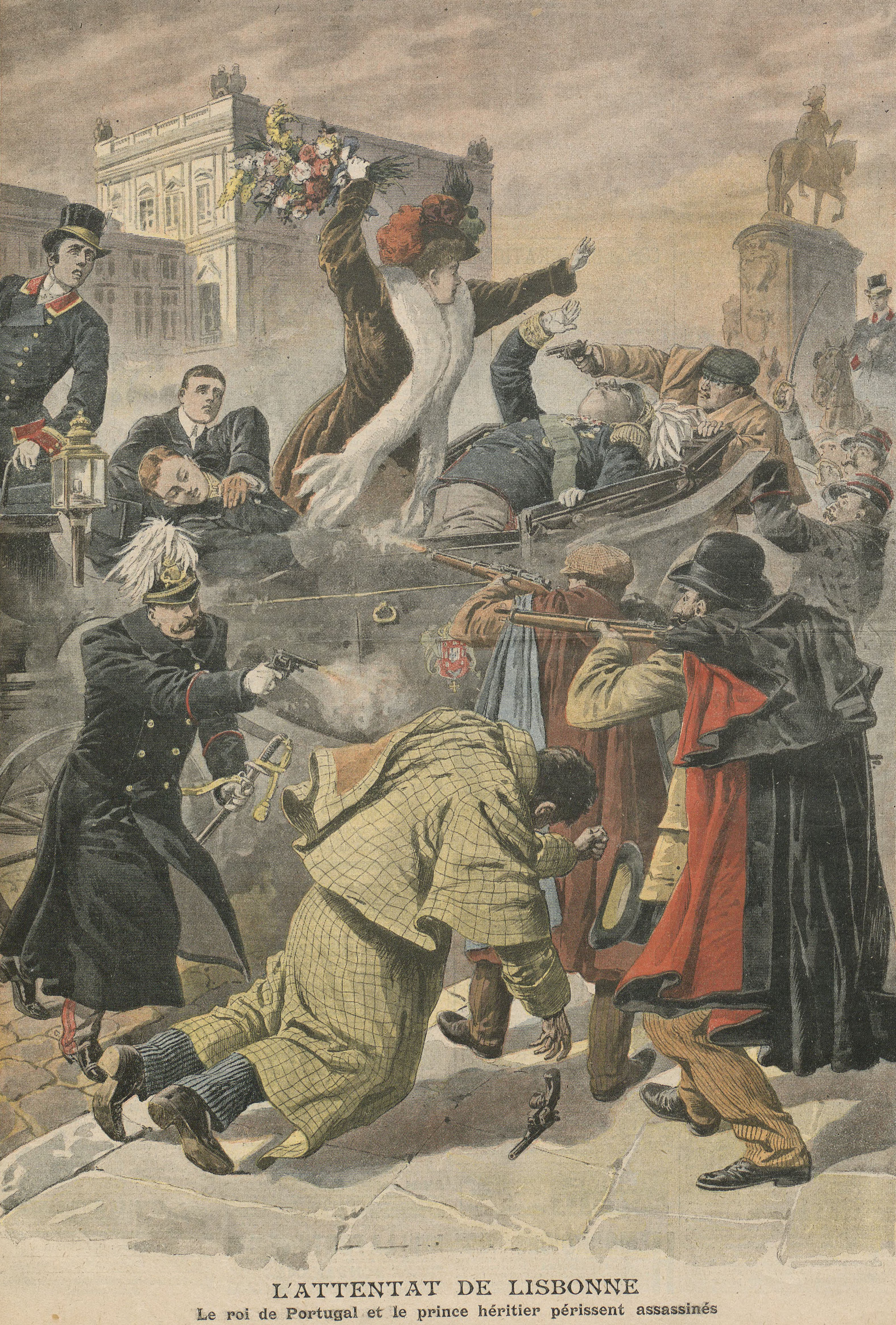
Kungamordet i Lissabon 1908

- 1 februari – På väg hem från ett lantslott blir den portugisiska kungafamiljen utsatt för ett attentat på torget Praça do Comércio i huvudstaden Lissabon. Kung Karl I dödas omedelbart, medan hans son kronprins Ludvig Filip avlider av sina skador 20 minuter senare. Den yngre sonen Emanuel får en lätt skada i ena armen och drottning Amélie klarar sig oskadd. Det hävdas ibland, att Ludvig Filip ska ha varit kung av Portugal under de 20 minuterna mellan faderns och hans egen död och att han därmed ska ha haft en av världshistoriens kortaste regeringsperioder. Detta stämmer dock inte, eftersom han visserligen var kronprins, men en ny regent enligt landets lagar måste godkännas av parlamentet, vilket man inte hann med under denna tid. Istället blir det den yngre brodern Emanuel, som senare samma dag erkänns som kung under namnet Emanuel II. Drygt två och ett halvt år senare, i oktober 1910, störtas den portugisiska monarkin och republik införs, varvid kungen tvingas i landsflykt.
- 12 februari – Ellen Key föreslår en ny svensk äktenskapslag där makarna är jämställda och skilsmässor underlättas.[3]
- 18 februari – Kungliga Dramatiska Teaterns nya byggnad vid Nybroplan i Stockholm invigs med att August Strindbergs "Mäster Olof".[2]. Hovsorg råder, men Hjalmar Söderberg bär färgrik väst [3]
- 24 februari – Svenska lärare slår larm om våldsfilmer som får barnen att drömma mardrömmar.[1]
- 26 februari – Sverige firar 250-årsminnet av Roskildefreden med militärparader, tacksägelsegudstjänster och allmän flaggning.

### Mars
- 9 mars – Fotbollsklubben FC Internazionale, mest känd som Inter grundas.
- 17 mars - Sveriges första polissystrar börjar sin tjänstgöring, Stockholm, Agda Halldin, Maria Andersson, Erica Ström
- 22 mars – Den svenska riksdagen avslår efter en upprörd debatt med siffrorna 121-91 en högermotion om återinförandet av prygelstraffet, som avskaffades 1855 [2]. Lagutskottets majoritet är dock positiv till motionen [4].
- 28 mars – Cigarr- och tobakshandlare i Sveriges större städer går ut i en kampanj mot tobaksaffärer som egentligen är maskerade bordeller [2].

### April
- 3 april – Småbrukardottern Karolina Olsson [5] på Oknö vaknar efter att ha legat i koma sedan 1875.
- 5 april – Sir Henry Campbell-Bannerman avgår som premiärminister i Storbritannien av hälsoskäl.
- 14 april – Danmark inför kvinnlig rösträtt vid kommunalval [6].
- 15 april – 13 personer omkommer när ångaren Göta Älf kantrar och går till botten i Göteborgs hamn [4].
- 20 april – Två tåg kolliderar i Melbourne, och 44 personer dödas medan över 400 skadas.[7]
- 23 april – Nordsjö- och Östersjöavtalen undertecknas av närliggande stater. Härigenom garanterar de till dessa hav gränsande staterna varandras territorialvatten.
- 26 april Edvard VII av Storbritannien inleder ett tvådagarsbesök i Stockholm.

### Maj
- 3 maj – Prins Wilhelm gifter sig i Sankt Petersburg med ryska storfurstinnan Maria Pavlovna [1].
- 15 maj – Internationella ishockeyförbundet, IIHF, bildas i Paris, Frankrike.
- 23 maj – Lex Hildebrand, som vill inskränka den svenska tryckfriheten för främst fackföreningar, avslås i Sveriges riksdag med knapp majoritet [3]. Lagförslaget kommer från Karl Hildebrand chefredaktör för Stockholms Dagblad [4].
- 27 maj – Olja har upptäckts i sydvästra Iran (då Persiska riket).

### Juni
- 15 juni – 4th Conference of the International Woman Suffrage Alliance äger rum i Amsterdam.
- 21 juni – Med suffragetter som Emmeline Pankhurst och hennes dotter i spetsen demonstrerar 250000 människor i London för kvinnlig rösträtt [2].
- 29 juni – I Göteborg rasar gatustrider då 400 engelska strejkbrytare kommit för att lotsa fartyg som ligger i blockad under den svenska hamnarbetarkonflikten [4].
- 30 juni – Tunguska-händelsen. En våldsam explosion äger rum i ett område vid den sibiriska floden Mellersta Tunguska. Den var av en styrka motsvarande mellan 10 och 15 megaton och antas bero på en meteorit.

### Juli

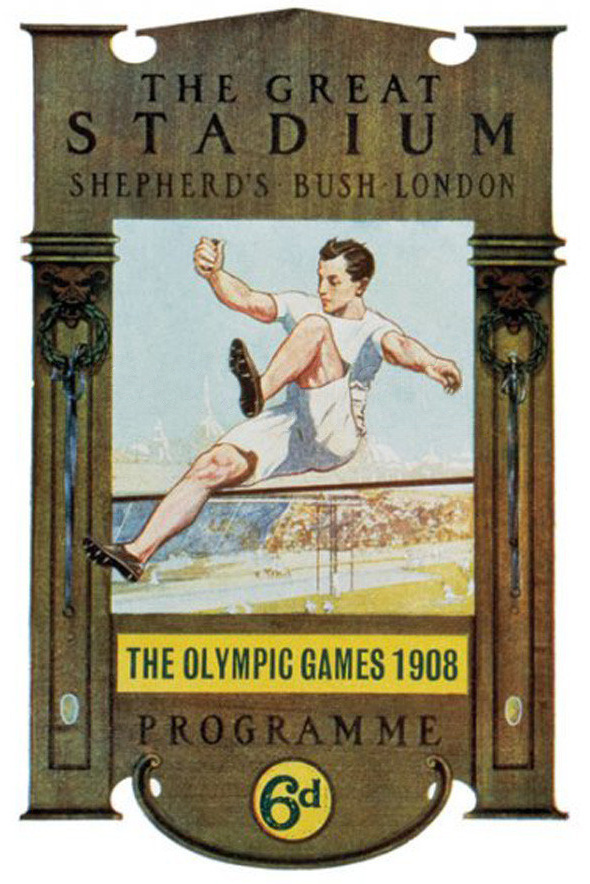
Olympiska sommarspelen 1908

- 1 juli – SOS börjar gälla som internationell nödsignal.
- 2 juli – Gustaf Oscar Wallenberg sluter en "Vänskaps-, handels och sjöfartstraktat" med Kina.
- 12 juli
  - Fartyget Amalthea, som i Malmö härbärgerar engelska strejkbrytare, utsätts för ett sprängattentat. En man dödas och 23 skadas. Attentatet utförs av tre arbetslösa ungsocialister. 20-årige Anton Nilson [2]. Ombord finns 80 strejkbrytare. Två döms till döden för attentatet, en tredje till straffarbete [4]. Det är Anton Nilsson och Algot Roberg som döms till döden, medan Alfred Stern får straffarbete.
  - De 4:e moderna olympiska spelen invigs i London. För första gången ingår kvinnor i den svenska OS-truppen.
  - Sverige spelar sin första landskamp i fotboll och besegrar Norge med 11-3.
- 24 juli
  - Den osmanske sultanen Abd ül-Hamid II tvingas retirera inför det ungturkiska partiets krav på en modern konstitutionell statsbildning.
  - Under de 4:e moderna olympiska spelen i London vacklar Pietro Dorando, Italien först över mållinjen vid maratonloppet men diskvalificeras när funktionärer hjälper honom sista biten [2].
- 26 juli – Hans Köppen, Tyskland vinner en biltävling jorden runt, då han fem månader efter starten i New York kommer i mål i Paris [1].
- Juli – Franske presidenten Fallières besöker Stockholm.

### Augusti
- 2 augusti – Svenska Lantarbetareförbundet bildas [3].
- 7 augusti – En 30 000 år gammal skulptur, som föreställer en fruktbarhetsgudinna och blir känd som "Venus från Willendorf", hittas i en by i Österrike [1].
- 12 augusti – Den första T-forden produceras vid Ford Motor Company i Detroit, vilket i decennier framöver blir världens mest sålda bilmodell [2].
- 14 augusti – Nya blodiga gatustrider mellan vita och svartta i Springfield, Illinois [1].
- Augusti – Tysklands kejsare Wilhelm II besöker Stockholm.

### September
- September – De sista valen till Andra kammaren i Sverige enligt det gamla systemet äger rum, varvid vänstern går framåt.
- 16 september – General Motors bildas.
- 18 september – Två av de ansvariga för Amaltheadådet döms till döden. HD ändrar senare domen till livstids straffarbete [3].
- 22 september – Bulgarien bryter med den turkiska överhögheten och blir ett självständigt kungarike.

### Oktober
- 5 oktober
  - Österrike annekterar Bosnien och Hercegovina [1].
  - Kolera konstateras i Haparanda.
- 18 oktober – Kongostaten, sedan 1892 styrt av Belgiens kung Leopold II som sin privata egendom, blir officiell belgisk koloni under namnet Belgiska Kongo.
- 27 oktober – 500 arbetare kommer till Stockholms stads arbetsförmedlingsbyrå under dagen. Antalet arbetslösa i Stockholm under oktober beräknas till 2 000 [4].
- Oktober
  - Den första T-Forden lämnar fabriken [6].
  - Första delen av Verner von Heidenstams Svenskarna och deras hövdingar ges ut [1].

### November

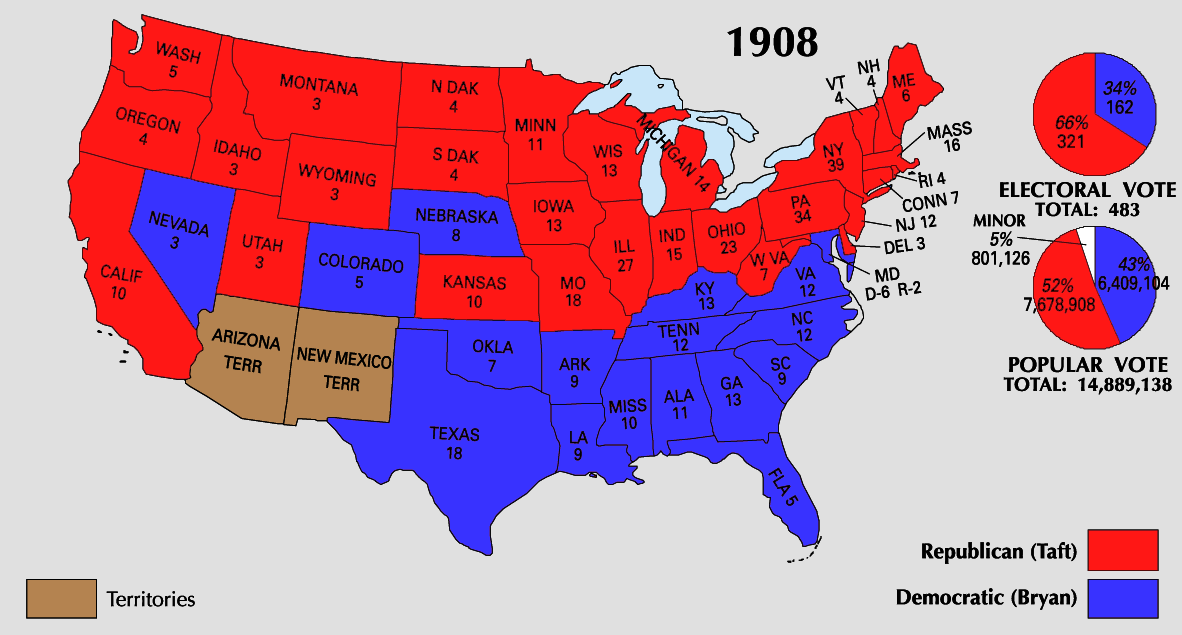
Presidentval i USA.

- 3 november – Republikanen William Howard Taft besegrar demokraten William Jennings Bryan vid presidentvalet i USA.
- 28 november – En kolgruveexplosion i Marianna, Pennsylvania kräver 154 dödsoffer.
- 14 november – 29-årige Albert Einstein föreläser om strålningsteori vid Berns universitet [1].
- 10 december
  - Klas Pontus Arnoldsson, Svenska freds- och skiljedomsföreningen, får dela Nobels fredspris [3].
  - Kreditupplysningsföretaget Soliditet bildas i Malmö och startar sin verksamhet.
- 11 november – 360 gruvarbetare omkommer vid en explosion i Westfalen, Kejsardömet Tyskland.[8].
- 15 november – Kongostaten blir Belgiska Kongo.
- 17 december – I Sverige döms professorn i nationalekonomi, Knut Wicksell, till två månaders fängelse för att i ett anförande ha skämtat om bibelns den obefläckade avlelsen vid ett fördrag i Stockholms folkets hus [2].

### December
- 10 december – Svensken Klas Pontus Arnoldsson och dansken Fredrik Bajer får Nobels fredspris [4].
- 11 december – Svenska Skidlöpningsförbundet bildas för att få till stånd mer tävlingsskidåkning än vad Skidfrämjandet, som framförallt betonar hälso- och friluftsaspekten av skidåkning, gör.
- 26 december – Jack Johnson, USA besegrar Tommy Burns, Kanada i vid en titelmatch i Sydney och blir därmed första svarta världsmästaren i tungviktsboxning [2].
- 28 december – En jordbävning raserar praktiskt taget hela den sicilianska hamnstaden Messina [1] och medför ca 75 000 dödsoffer. Även en tsunami uppstår.
- 31 december – Under året har tre dödsolyckor i motortrafiken inträffat i Sverige [9].

### Okänt datum
- Penny post-service mellan Storbritannien och USA startas.[10]
- Den svenska riksdagen antar en invandringslag för att hindra "för landet skadlig invandring".
- Reservpolis införs i Sverige genom statliga anslag till vissa kommuners utbyggnad av polisväsendet. En länsdetektivorganisation inom polisen bildas.
- Stormklockan, organ för den svenska socialdemokratiska vänsteroppositionen i Sverige, börjar utkomma.
- Enskilda ges rätt att reservera sig mot kollektiv anslutning till Socialdemokraterna genom sin fackförening.
- Borgerlig vigsel införs i Sverige som ett alternativ till kyrklig vigsel [11].
- Socialistiska Ungdomsförbundet ombildas till Sveriges Ungsocialistiska Parti.
- Ungsocialisten Hinke Bergegren utesluts ur socialdemokraterna efter långvariga stridigheter med Hjalmar Branting.
- Gifta svenska kvinnor får rätt till egen skattesedel och därmed rösträtt i kommunala frågor på samma villkor som andra skattebetalare.
- Sveriges Minuthandlares Riksförbund (SMR) bilads för att bekämpa illegal gårdfarihandel och den växande kooperativa rörelsen.
- Riksföreningen för svenskhetens bevarande i utlandet (nuvarande Riksföreningen Sverigekontakt) grundas.
- Svenskamerikanen August Wickström föreslår i ett brev att Sverige efter amerikansk modell skall införa landskapsblommor. Förslaget vinner gehör då brevet publiceras i tidningen Stockholms Dagblad och landskapsblommor utses på olika sätt i olika landskap.
- Ett 40 000 år gammalt skelett av en Neanderthalpojke hittas i sydvästra Frankrike.
- Kolera konstateras i Haparanda [3].
- Kronprinsessan Margareta spelar bandy på Djurgårdsbrunnsvikens is [3].
- Krisen höjer potatispriserna i Sverige från 27 till 32 öre litern, på spisbröd från 36 till 43 öre kilot och på björkved från 26:70 till 36:10 SEK famnen [3].
- En handverkad diskmaskin lanseras i Sverige [3].
- Tyska Kruppverken köper svensken Wilhelm Unges flygande torped med roterande eldrör [12].

## Födda

### Första kvartalet

#### Januari
- 4 januari – Aden Abdullah Osman Daar, Somalias president 1960–1967. (död 2007)
- 5 januari – Jiro Sato, japansk tennisspelare. (död 1934)
- 6 januari – Michael DiSalle, amerikansk demokratisk politiker, guvernör i Ohio 1959–1963. (död 1981)
- 8 januari – Ernfrid Bogstedt, svensk konstnär, porträttfotograf. (död 1989)
- 9 januari – Simone de Beauvoir, fransk existentialist, feminist och författare. (död 1986)
- 15 januari – Edward Teller, ungersk-amerikansk kärnfysiker, vätebombens fader. (död 2003)
- 16 januari – Günter Prien, tysk ubåtskapten. (död 1941)
- 18 januari
  - Sibylla av Sachsen-Coburg-Gotha, tysk och svensk prinsessa, hertiginna av Västerbotten, kung Carl XVI Gustafs mor. (död 1972)
  - John Sandling, svensk skådespelare. (död 1984)
- 26 januari
  - Stéphane Grappelli, fransk jazzviolinist. (död 1997)
  - Gideon Ståhlberg, svensk schackspelare. (död 1967)
- 27 januari – William Randolph Hearst Jr., amerikansk affärsman. (död 1993)

#### Februari
- 3 februari – Pretty Boy Floyd, amerikansk förbrytare. (död 1934)
- 7 februari – Buster Crabbe, amerikansk skådespelare och simmare. (död 1983)
- 13 februari – William Dozier, amerikansk TV-producent som bland annat skapade TV-serien Läderlappen. (död 1991)
- 20 februari – Seymour Österwall, svensk, jazzmusiker (tenorsaxofon), orkesterledare och kompositör. (död 1981)
- 22 februari
  - Rómulo Betancourt, venezuelansk politiker. (död 1981)
  - Sir John Mills, brittisk skådespelare. (död 2005)
- 24 februari – Telford Taylor, amerikansk jurist. (död 1998)
- 25 februari
  - Hans Maikowski, tysk SA-medlem. (död 1933)
  - Frank G. Slaughter, amerikansk läkare och författare. (död 2001)
- 26 februari – Tex Avery, amerikansk animatör, filmregissör, skådespelare och manusförfattare. (död 1980)

#### Mars
- 4 mars – Naemi Briese, svensk sångare och skådespelare. (död 1980)
- 5 mars – Rex Harrison, brittisk skådespelare. (död 1990)
- 7 mars – Anna Magnani, italiensk skådespelare. (död 1973)
- 8 mars – Sigvard Ohlsson, svensk socialdemokratisk politiker. (död 1998)
- 16 mars – Gunnar Hahn, svensk kompositör, arrangör och pianist. (död 2001)
- 17 mars – Brigitte Helm, tysk skådespelare. (död 1996)
- 20 mars – Sir Michael Redgrave, brittisk skådespelare. (död 1985)
- 22 mars – Maurice Stans, amerikansk republikansk politiker och tjänsteman. (död 1998)
- 24 mars – Birgit Åkesson, svensk koreograf och dansare. (död 2001)
- 25 mars – David Lean, brittisk regissör. (död 1991)
- 26 mars – Franz Stangl, tysk SS-officer. (död 1971)
- 29 mars – Dennis O'Keefe, amerikansk skådespelare. (död 1968)
- 30 mars – Lill-Tollie Zellman, svensk skådespelare. (död 1989)

### Andra kvartalet

#### April
- 1 april
  - Richard Barstow, amerikansk filmregissör och koreograf. (död 1981)
  - Abraham H. Maslow, amerikansk psykolog. (död 1970)
- 2 april – Håkan von Eichwald, finlandssvensk kapellmästare och kompositör. (död 1964)
- 5 april
  - Bette Davis, amerikansk skådespelare. (död 1989)
  - Ingemar Hedenius, svensk professor i filosofi, författare, debattör [3]. (död 1982)
  - Herbert von Karajan, österrikisk dirigent. (död 1989)
- 7 april – Ebba Lindqvist, svensk författare. (död 1995)
- 9 april – Odd Bang-Hansen, norsk författare och översättare. (död 1984)
- 13 april – Yngve Nordwall, svensk skådespelare och regissör. (död 1994)
- 17 april – Manne Olsson, svensk kommunalnämndsordförande och socialdemokratisk politiker. (död 1974)
- 20 april – Lionel Hampton, amerikansk jazzvibrafonist. (död 2002)
- 24 april
  - Inga Gentzel, svensk sångare. (död 1991)
  - Józef Gosławski, polsk skulptör och gravör. (död 1963)
- 28 april – Oskar Schindler, sudettysk industriman, räddade omkring 1200 judiska arbetare från Förintelsen. (död 1974)
- 29 april – James Kealoha, amerikansk politiker. (död 1983)

#### Maj
- 10 maj – Johannes Hentschel, tysk elektromekaniker. (död 1982)
- 15 maj – Lars-Erik Larsson, svensk kompositör. (död 1986)
- 19 maj – Bengt-Olof Granberg, svensk skådespelare. (död 1972)
- 20 maj – James Stewart, amerikansk flygmilitär och skådespelare. (död 1997)
- 22 maj – Horton Smith, amerikansk golfspelare. (död 1963)
- 23 maj – John Bardeen, amerikansk fysiker, nobelpristagare. (död 1991)
- 25 maj – Theodore Roethke, amerikansk poet. (död 1963)
- 26 maj – Robert Morley, brittisk skådespelare. (död 1992)
- 28 maj – Ian Fleming, brittisk författare[13]. (död 1964)
- 30 maj
  - Hannes Alfvén, svensk fysiker, nobelpristagare[3]. (död 1995)
  - Mel Blanc, amerikansk röstskådespelare. (död 1989)
- 31 maj
  - Don Ameche, amerikansk skådespelare. (död 1993)
  - Nils Poppe, svensk skådespelare och teaterchef[3]. (död 2000)

#### Juni
- 2 juni – Eric Karlsson, svensk rörmontör och socialdemokratisk politiker. (död 1975)
- 4 juni – Åke Jelving, svensk kompositör, dirigent och violinist. (död 1979)
- 8 juni – Gardar Sahlberg, svensk litteraturforskare, manusförfattare, sångtextförfattare och kortfilmsregissör. (död 1983)
- 11 juni – Francisco Marto, portugisiskt helgon. (död 1919)
- 12 juni
  - Marina Semjonova, rysk ballerina och koreograf. (död 2010)
  - Otto Skorzeny, österrikisk SS-överste. (död 1975)
- 15 juni – Sam Giancana, amerikansk gangster. (död 1975)
- 25 juni – Willard Van Orman Quine, amerikansk matematiker och filosof. (död 2000)
- 26 juni – Salvador Allende, chilensk president 1970–1973. (död 1973)
- 27 juni – Anna Lisa Berkling, svensk journalist. (död 1987)
- 29 juni – Leroy Anderson, amerikansk kompositör. (död 1975)

### Tredje kvartalet

#### Juli
- 12 juli – Milton Berle, amerikansk manusförfattare, kompositör, komiker och skådespelare. (död 2002)
- 18 juli
  - Edward V. Long, amerikansk demokratisk politiker, senator 1960–1968. (död 1972)
  - Lupe Vélez, amerikansk skådespelare. (död 1944)
- 21 juli – William E. Jenner, amerikansk republikansk politiker, senator 1944–1945 och 1947–1959. (död 1985)

#### Augusti
- 3 augusti – Birgit Cullberg, svensk koreograf[3]. (död 1999)
- 7 augusti – Robert Bernardis, österrikisk militär och motståndsman. (död 1944)
- 11 augusti – Torgny T:son Segerstedt, svensk filosof och sociolog[3]. (död 1999)
- 14 augusti – Kaarlo Wirilander, finländsk historiker. (död 1988)
- 15 augusti – Otto Kerner, amerikansk demokratisk politiker, militär och jurist. (död 1976)
- 18 augusti – Edgar Faure, fransk politiker, premiärminister 1952 och 1955–1956. (död 1988)
- 19 augusti – Warren P. Knowles, amerikansk republikansk politiker, guvernör i Wisconsin 1965–1971. (död 1993)
- 22 augusti – Henri Cartier-Bresson, fransk fotograf. (död 2004)
- 27 augusti
  - Lyndon B. Johnson, amerikansk politiker, USA:s president 1963–1969. (död 1973)
  - Sulamith Messerer, rysk ballerina. (död 2004)
- 30 augusti – Fred MacMurray, amerikansk skådespelare. (död 1991)
- 31 augusti – William Saroyan, armenisk-amerikansk författare. (död 1981)

#### September
- 4 september – Richard Wright, amerikansk författare. (död 1960)
- 5 september – Henry H. Fowler, amerikansk demokratisk politiker, USA:s finansminister 1965–1968. (död 2000)
- 7 september – Stina Ståhle, svensk skådespelare. (död 1971)
- 12 september – Milton Berle, amerikansk skådespelare. (död 2002)
- 13 september – Albert Gaubier, polsk-svensk regissör, koreograf och dansare. (död 1990)
- 17 september
  - David Ojstrach, rysk violinist. (död 1974)
  - Martti Simojoki, ärkebiskop i Evangelisk-lutherska kyrkan i Finland 1964–1978. (död 1999)
- 22 september – Bo Wretling, svensk gitarr- och lutbyggare. (död 1986)
- 27 september
  - Dagmar Olsson, svensk skådespelare, sångare och dansare. (död 1980)
  - Thomas A. Wofford, amerikansk politiker, senator 1956. (död 1978)

### Fjärde kvartalet

#### Oktober
- 6 oktober – Carole Lombard, amerikansk skådespelare. (död 1942)
- 7 oktober – Otto Moskovitz, rumänsk-svensk cirkusartist och skådespelare. (död 1985)
- 9 oktober
  - Jim Folsom, amerikansk demokratisk politiker, guvernör i Alabama 1947–1951 och 1955–1959. (död 1987)
  - Werner von Haeften, tysk jurist och militär. (död 1944)
- 12 oktober – Gösta Knutsson, svensk författare av "Pelle Svanslös"[3]. (död 1973)
- 13 oktober – Willard Ringstrand, svensk kompositör, musikarrangör, orkesterledare och musiker (piano, hammondorgel). (död 1973)
- 16 oktober – Enver Hoxha, albansk diktator. (död 1985)
- 26 oktober – Inga-Lill Åhström, svensk skådespelare. (död 1991)
- 29 oktober – Lorens Marmstedt, svensk regissör, manusförfattare och filmproducent. (död 1966)
- 31 oktober – Birger Lensander, svensk skådespelare. (död 1971)

#### November
- 1 november – August Miete, tysk SS-officer, dömd krigsförbrytare. (död 1987)
- 3 november – Jack Donohue, amerikansk filmregissör, koreograf, skådespelare och dansare. (död 1984)
- 14 november
  - Joseph McCarthy, amerikansk senator från Wisconsin. (död 1957)
  - Sigvard Nilsson-Thurneman, svensk förbrytare, medlem i Salaligan. (död 1979)
- 16 november – Gustaf Färingborg, svensk skådespelare. (död 1982)
- 21 november – Björn Trägårdh, svensk designer och konstnär. (död 1998)

#### December
- 3 december – Anna Sten, rysk-amerikansk skådespelare. (död 1993)
- 6 december – Baby Face Nelson, amerikansk förbrytare. (död 1934)
- 10 december – Olivier Messiaen, fransk kompositör. (död 1992)
- 11 december
  - Bror Bügler, svensk skådespelare, manusförfattare och regissör. (död 1975)
  - Amon Göth, tysk SS-officer. (död 1946)
  - Sture Werner, svensk geofysiker. (död 1989)
- 13 december
  - Sture Lagerwall, svensk skådespelare och regissör. (död 1964)
  - Rostislav Pljatt, sovjetisk skådespelare. (död 1989)
- 17 december – Willard Frank Libby, amerikansk kemist, nobelpristagare. (död 1980)
- 20 december – Curt Löwgren, svensk skådespelare. (död 1967)
- 23 december
  - Yousuf Karsh, armenisk-kanadensisk fotograf. (död 2002)
  - Sally Palmblad, svensk skådespelare. (död 2010)
- 26 december – Lizzy Stein, svensk skådespelare och sångare. (död 1989)
- 28 december – Lew Ayres, amerikansk skådespelare. (död 1996)
- 29 december
  - Sven Arefeldt, svensk textförfattare, sångare, kompositör och pianist. (död 1956)
  - Helmut Gollwitzer, tysk teolog. (död 1993)
- 31 december – Simon Wiesenthal, österrikisk nazistjägare. (död 2005)

## Avlidna

### Första kvartalet

#### Januari
- 3 januari – Charles Augustus Young, 73, amerikansk astronom.
- 9 januari
  - Wilhelm Busch, 75, tysk författare och tecknare – Max & Moritz.
  - Peter Theodor Holst, 64, norsk militär och politiker.
- 14 januari – Janne Ekman, 92, svensk grosshandlare och politiker.
- 25 januari – Ouida, 69, brittisk författare.

#### Februari
- 1 februari – Portugals kung Karl I och hans son prins Ludvig Filip (mördade av en folksamling).
- 4 februari – Eli C.D. Shortridge, 77, amerikansk politiker, guvernör i North Dakota 1893–1895.
- 28 februari – Pat Garrett, 57, amerikansk sheriff.

#### Mars
- 3 mars – Lorenz Lindelöf, 80, finländsk matematiker och astronom.
- 4 mars – Redfield Proctor, 76, amerikansk republikansk politiker.

### Andra kvartalet

#### April

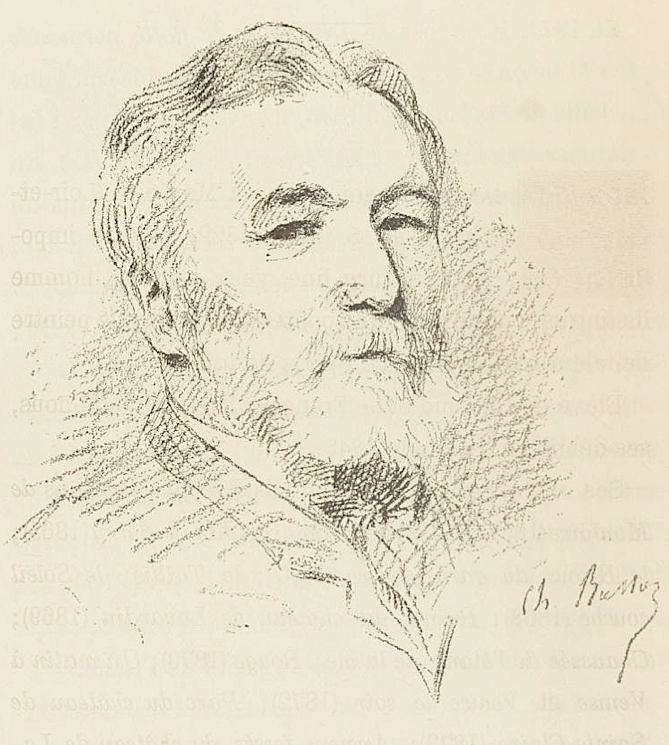
Den franske målaren Charles Busson avled den 4 april, 72 år gammal.

- Den franske målaren Charles Busson avled den 4 april, 72 år gammal.4 april – Charles Busson, 72, fransk målare.
- 7 april
  - Abraham L. Brick, 47, amerikansk republikansk politiker, kongressledamot 1899–1908.
  - Carl Mengewein, 55, tysk kompositör.
  - Ludwig Karl Schmarda, 88, österrikisk zoolog.
- 9 april – Eugène Lefébure, 69, fransk egyptolog.
- 11 april
  - Henry Bird, 78, brittisk schackspelare.
  - Arnold Dodel-Port, 64, schweizisk botaniker.
  - Adolph Mayer, 69, tysk matematiker.
- 12 april – Hartwig Derenbourg, 63, fransk orientalist.
- 13 april
  - Aasta Hansteen, 83, norsk målare.
  - Franz von Leydig, 86, tysk zoolog.
- 16 april – Jonas Jonasson i Rasslebygd, 87, svensk hemmansägare och riksdagspolitiker.
- 19 april – Simon B. Conover, 67, amerikansk republikansk politiker, senator 1873–1879.
- 20 april – Pavel Sjuvalov, 77, rysk militär och diplomat.
- 21 april – Theodor von Sickel, 81, tysk-österrikisk historiker.
- 22 april
  - Sir Henry Campbell-Bannerman, 71, brittisk liberal politiker, premiärminister 1905–1908.
  - Émile Gebhart, 68, fransk kulturhistoriker.
  - Leopold Schrötter von Kristelli, 71, österrikisk läkare.
- 23 april – Nikolaj Linjevitj, 69, ukrainsk-rysk militär.
- 24 april – Poul la Cour, 62, dansk fysiker och uppfinnare.
- 25 april – Johnson N. Camden, 80, amerikansk demokratisk politiker, senator 1881–1887 och 1893–1895.
- 26 april – Karl August Möbius, 83, tysk zoolog och ekolog.
- 29 april – Herman Frederik Ewald, 86, dansk författare.
- 30 april – Emil von Schoenaich-Carolath, 56, tysk författare.

#### Maj

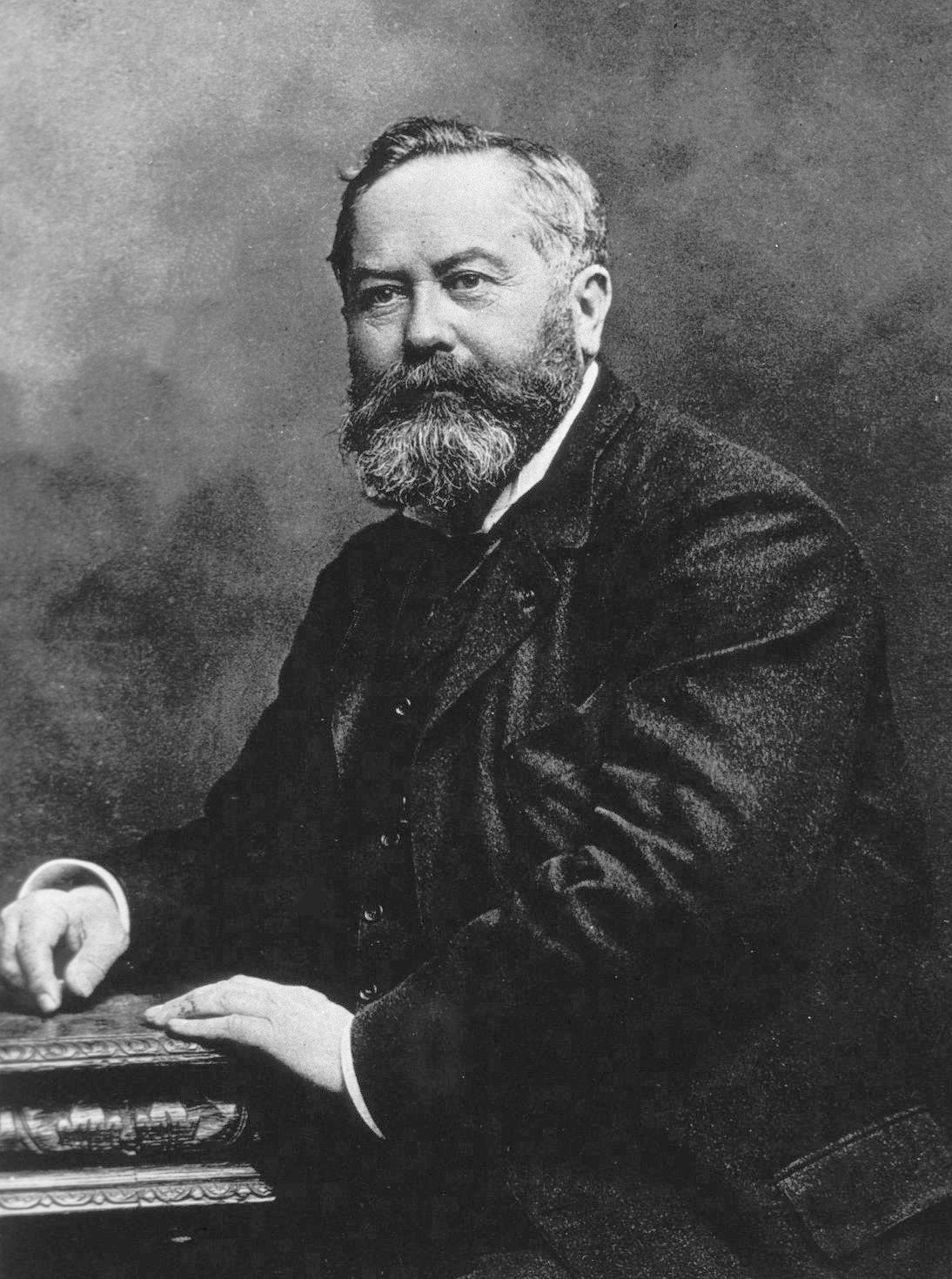
Den franske bakteriologen Charles Chamberland avled den 2 maj, 57 år gammal.

- Den franske bakteriologen Charles Chamberland avled den 2 maj, 57 år gammal.2 maj – Charles Chamberland, 57, fransk bakteriolog.
- 3 maj – Franz Bücheler, 70, tysk filolog.
- 4 maj – Josef Herold, 57, tjeckisk politiker.
- 5 maj – Carl Schäfer, 64, tysk arkitekt.
- 6 maj
  - Albrecht Dieterich, 42, tysk filolog.
  - Martin L. Smyser, 57, amerikansk republikansk politiker, kongressledamot 1889–1891 och 1905–1907.
- 7 maj
  - Eduard Glaser, 53, österrikisk orientalist och upptäcktsresande.
  - Ludovic Halévy, 74, fransk författare.
- 11 maj – John A. Quackenbush, 79, amerikansk republikansk politiker, kongressledamot 1889–1893.
- 14 maj
  - Horatio C. Burchard, 82, amerikansk republikansk politiker, kongressledamot 1869–1879.
  - Daniel Lindsay Russell, 62, amerikansk politiker, kongressledamot 1879–1881 och guvernör i North Carolina 1897–1901.
- 17 maj – Carl Koldewey, 70, tysk upptäcktsresande.
- 19 maj – Gullbrand Elowson, 72, svensk politiker och skolman.
- 22 maj – John Sparks, 64, amerikansk cowboy och politiker, guvernör i Nevada 1903–1908.
- 23 maj – François Coppée, 66, fransk författare.
- 25 maj – Adolph L'Arronge, 70, tysk dramatiker.
- 26 maj – Mirza Ghulam Ahmad, 73, indisk religiös ledare, grundare av Ahmadiyya.
- 27 maj – Moses L. Broocks, 43, amerikansk demokratisk politiker, kongressledamot 1905–1907.
- 31 maj – John Evans, 84, brittisk arkeolog.

#### Juni

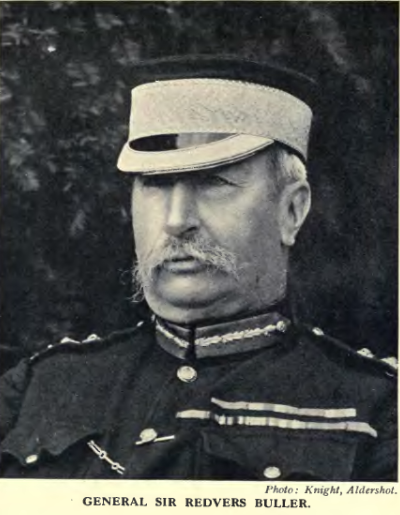
Den brittiske militären Sir Redvers Buller avled den 2 juni, 68 år gammal.

- Den brittiske militären Sir Redvers Buller avled den 2 juni, 68 år gammal.2 juni – Sir Redvers Buller, 68, brittisk militär.
- 3 juni – Viggo Fausbøll, 86, dansk indolog.
- 4 juni – Hermann von der Hude, 78, tysk arkitekt.
- 5 juni – Josef Franz Wagner, 52, österrikisk kompositör.
- 6 juni – Rudolf Credner, 57, tysk geograf.
- 8 juni
  - Frans Hedberg, 80, svensk författare.
  - Johan Lindegren, 66, svensk kompositör.
- 9 juni
  - Carl August Kihlberg, 68, svensk arkitekt.
  - Giulio Prinetti, 57, italiensk politiker.
- 10 juni
  - Gaston Boissier, 84, fransk filolog och historiker.
  - William St. John Forman, 61, amerikansk demokratisk politiker, kongressledamot 1889–1895.
  - Jan Kvíčala, 74, tjeckisk filolog och politiker.
- 14 juni – Frederick Stanley, 16:e earl av Derby, 67, brittisk politiker.
- 17 juni
  - Ernesto Tornquist, 65, argentinsk affärsman.
  - Ariosto A. Wiley, 59, amerikansk demokratisk politiker, kongressledamot 1901–1908.
- 18 juni – Emil Vogel, 49, tysk musikhistoriker.
- 20 juni – Fritz Noll, 49, tysk botaniker.
- 21 juni – Nikolaj Rimskij-Korsakov, 64, rysk kompositör.
- 24 juni
  - Grover Cleveland, 71, amerikansk politiker, USA:s president 1885–1889 och 1893–1897.
  - Gustav Adolph Kietz, 84, tysk skulptör.
- 29 juni – Edward Malet, 70, brittisk diplomat.

### Tredje kvartalet

#### Juli
- 6 juli – Victor Örnberg, 68, svensk arkivman och släktforskare.
- 19 juli – S.W.T. Lanham, 62, amerikansk demokratisk politiker.
- 30 juli – James Budd, 57, amerikansk demokratisk politiker, guvernör i Kalifornien 1895–1899.

#### Augusti

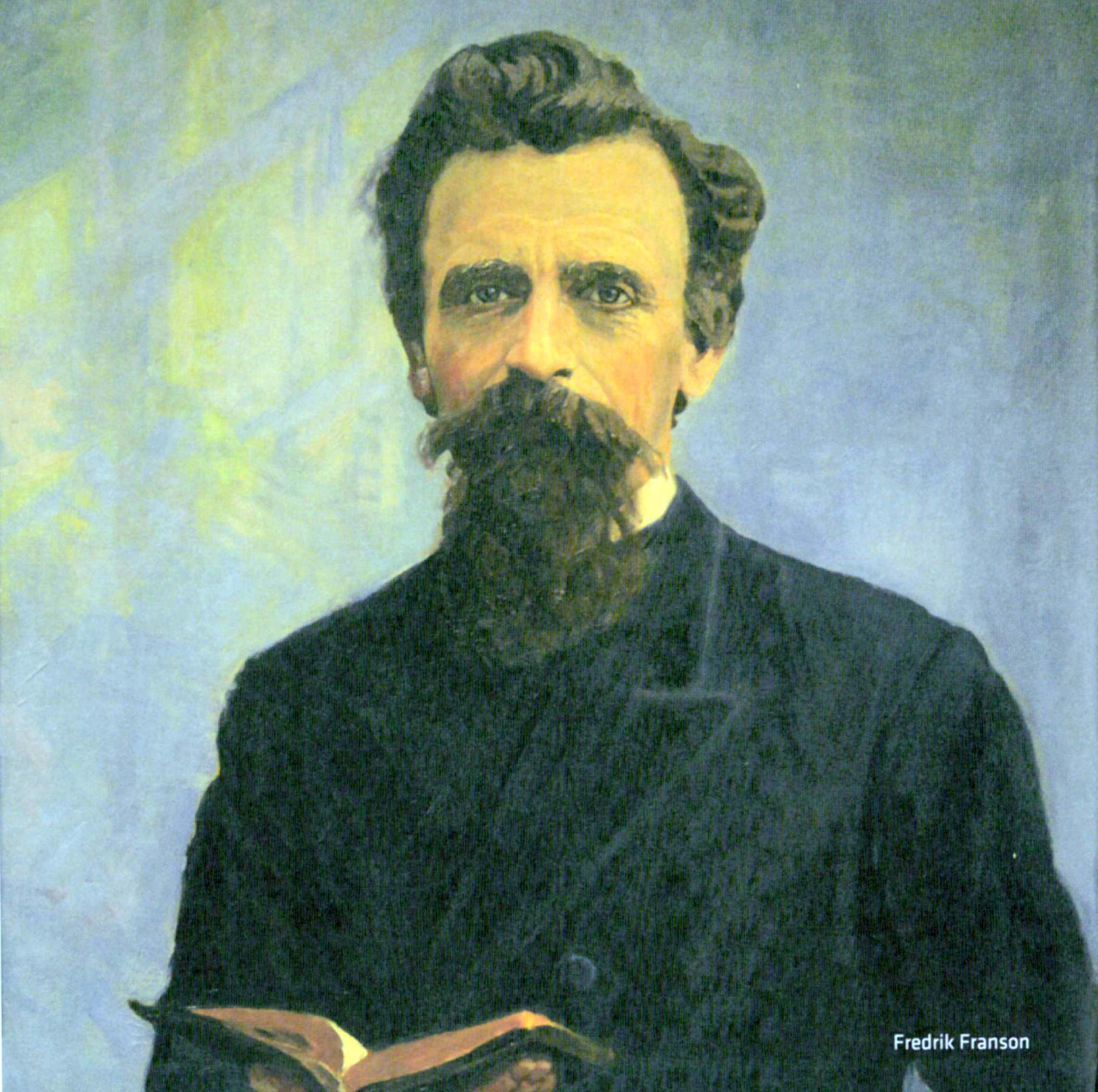
Den svenskamerikanske predikanten Fredrik Franson avled den 2 augusti, 56 år gammal.

- Den svenskamerikanske predikanten Fredrik Franson avled den 2 augusti, 56 år gammal.2 augusti – Fredrik Franson, 56, svenskamerikansk predikant.
- 3 augusti – Hermann von Lucanus, 77, tysk ämbetsman.
- 4 augusti
  - William B. Allison, 79, amerikansk republikansk politiker, senator 1873–1908.
  - Giuseppe Chiarini, 74, italiensk författare.
- 8 augusti
  - Alfred Giard, 62, fransk zoolog.
  - Joseph Maria Olbrich, 40, österrikisk arkitekt.
- 10 augusti – Louise Chandler Moulton, 73, amerikansk författare.
- 11 augusti
  - Aleksej Ganskij, 38, rysk astronom.
  - Hermann Settegast, 89, tysk agronom.
- 13 augusti – Ira David Sankey, 67, amerikansk kompositör och sångare.
- 14 augusti
  - Anton Giulio Barrili, 71, italiensk författare.
  - Friedrich Paulsen, 62, tysk filosof och pedagog.
- 17 augusti – Laura Fitinghoff, 60, svensk författare.
- 25 augusti – Henri Becquerel, 55, fransk fysiker, nobelpristagare [14].
- 26 augusti – Éleuthère Mascart, 71, fransk fysiker.
- 27 augusti
  - Thorvald Bindesbøll, 62, dansk arkitekt och formgivare.
  - William Freeman Vilas, 68, amerikansk demokratisk politiker, senator 1891–1897.
- 29 augusti – Hjalmar Kinberg, 88, svensk veterinär och zoolog.
- 30 augusti – Giovanni Fattori, 82, italiensk målare.
- 31 augusti
  - Leslie Green, 33, brittisk arkitekt.
  - Alarik Uggla, 48, finländsk operasångare.

#### September
- 20 september – Pablo de Sarasate, 64, spansk violinist och kompositör.
- 23 september – Mark L. De Motte, 75, amerikansk republikansk politiker och jurist.
- 30 september – Karol Estreicher den äldre, 80, polsk bibliograf och litteraturhistoriker.

### Fjärde kvartalet

#### Oktober

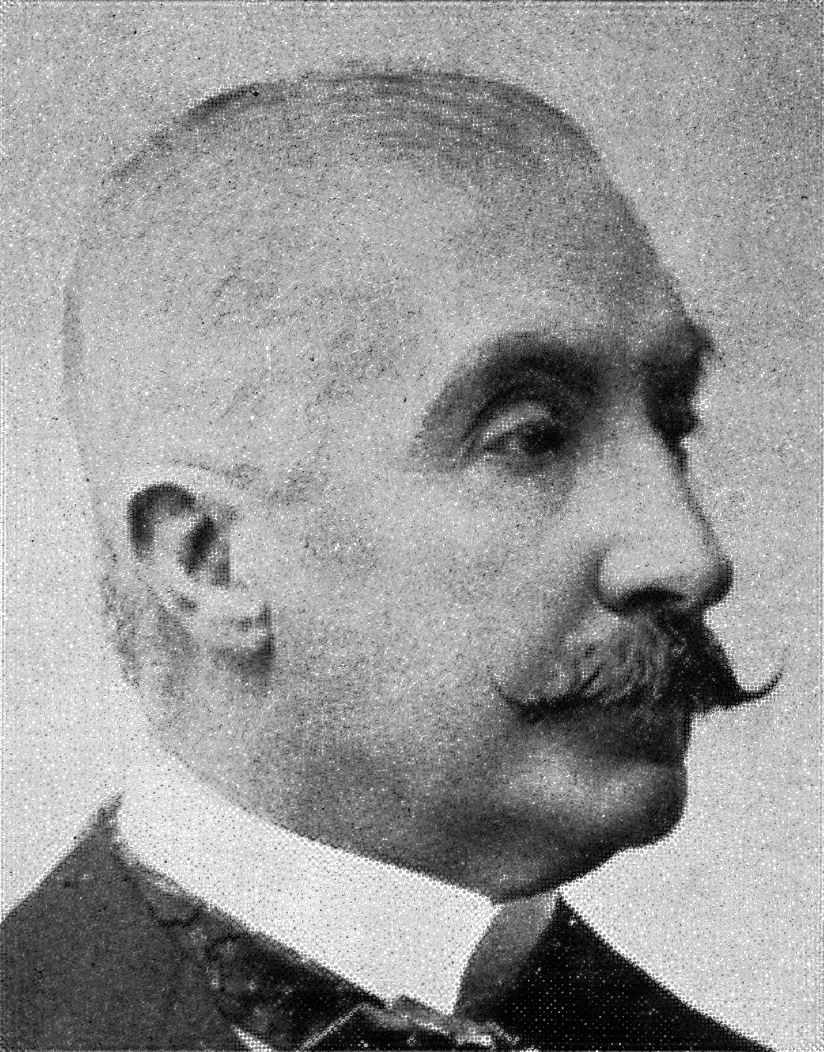
Den svenske hippologen Carl Gustaf Otto Kristian Wrangel avled den 4 oktober, 69 år gammal.

- Den svenske hippologen Carl Gustaf Otto Kristian Wrangel avled den 4 oktober, 69 år gammal.4 oktober – Carl Gustaf Otto Kristian Wrangel, 69, svensk hippolog.
- 5 oktober – Friedrich Bezold, 66, tysk läkare.
- 6 oktober – Adolf Wüllner, 73, tysk fysiker.
- 11 oktober
  - Eppa Hunton, 86, amerikansk demokratisk politiker och militär, senator 1892–1895.
  - Sir Henry Drummond Wolff, 77, brittisk diplomat och politiker.

#### November
- 10 november – Gustav Droysen, 70, tysk historiker.
- 14 november – Aleksej Aleksandrovitj av Ryssland, 58, rysk storfurste och sjömilitär.
- 15 november – Cixi, 72, kinesisk änkekejsarinna [15].
- 16 november – Robert Burns Smith, 53, amerikansk politiker, guvernör i Montana 1897–1901.
- 18 november – Ernest Hamy, 66, fransk antropolog.
- 20 november – Albert Dietrich, 79, tysk kompositör.
- 24 november – Fredrik Petersson, 80, svensk hemmansägare och riksdagspolitiker.
- 27 november
  - Knud Bergslien, 81, norsk målare.
  - Albert Gaudry, 81, fransk geolog och paleontolog.
- 28 november – Theodor Inama von Sternegg, 65, tysk-österrikisk nationalekonom och statistiker.

#### December

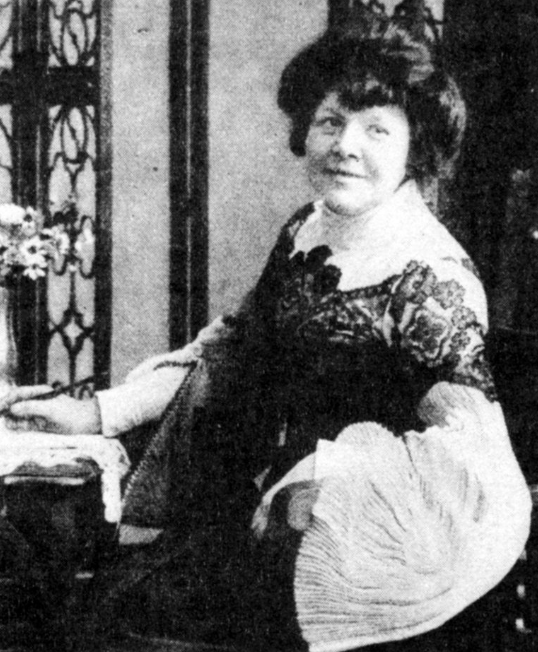
Den tyska författaren Ilse Frapan avled den 2 december, 59 år gammal.

- Den tyska författaren Ilse Frapan avled den 2 december, 59 år gammal.2 december – Ilse Frapan, 59, tysk författare.
- 6 december – Eduard von Rindfleisch, 71, tysk patolog.
- 8 december – Josef Zemp, 74, schweizisk politiker.
- 13 december – Augustus Le Plongeon, 83, brittisk-amerikansk fotograf.
- 14 december – Emilio Brusa, 65, italiensk jurist.
- 20 december – Francis P. Fleming, 67, amerikansk politiker, guvernör i Florida 1889–1893.
- 24 december – François-Auguste Gevaert, 80, belgisk kompositör och musikhistoriker.
- 25 december – Anton Budilovitj, 62, rysk filolog.
- 27 december – Richard Pischel, 59, tysk indolog.
- 31 december – Charles W. Gillet, 68, amerikansk republikansk politiker, kongressledamot 1893–1905.

## Nobelpris[16]
- Fysik – Gabriel Lippmann, Frankrike
- Kemi – Ernest Rutherford, Storbritannien / Nya Zeeland
- Medicin
  - Ilja Metjnikov, Ryssland
  - Paul Ehrlich, Tyskland
- Litteratur – Rudolf Eucken, Tyskland
- Fred
  - Klas Pontus Arnoldson, Sverige
  - Fredrik Bajer, Danmark

### Fotnoter
1. 1 2 3 4 5 6 7 8 9 10 11  100 år med Aftonbladet – 1908, 1999
2. 1 2 3 4 5 6 7 8 9 10  20:e århundrades När Var Hur – 1908, Bernt Himmelstedt, Forum, 1999
3. 1 2 3 4 5 6 7 8 9 10 11 12 13 14 15 16  Hundra år i Sverige – 1908, Hans Dahlberg, Albert Bonniers, 1999
4. 1 2 3 4 5 6 7  Sverige 1900-talet – 1908, NE, Bra Böcker, 2000
5. ↑  ”1”. Arkiverad från originalet den 27 september 2007. https://web.archive.org/web/20070927212718/http://hem.fyristorg.com/lars.sjoberg/documents/pages/soverskan.html.
6. 1 2  Faktakalendern 2000 – 1908 (Utlandet) , Semic, 1999
7. ↑  ”Ballarat Genealogy: Newspaper Report of the accident”. Arkiverad från originalet den 11 februari 2012. https://web.archive.org/web/20120211154316/http://www.ballaratgenealogy.org.au/goroke/wwm1908.htm.
8. ↑  Faktakalendern 1996, Semic, 1995
9. ↑  75 år Sverige, Carl-Adam Nycop, Bokförlaget Bra böcker, 1976, sidan 65 - Omnibussen gör sin entré
10. ↑  Blake, Richard. The Book of Postal Dates, 1635-1985. Caterham: Marden. sid. 20
11. ↑  Sverige 1900-talet – Gift, sambo, partner, särbo eller frånskild?, NE, Bra Böcker, 2000
12. ↑  75 år Sverige, Carl-Adam Nycop, Bokförlaget Bra böcker, 1976, sidan 18 - En flygande svensk torped
13. ↑  ”Det hände i dag”. http://webnews.textalk.com/se/calendar.php?id=9747&type=month&ds=20100528&list=true.
14. ↑  ”Det hände i dag”. http://webnews.textalk.com/se/calendar.php?id=9747&type=month&ds=20100825&list=true.
15. ↑  ”Det hände i dag”. http://webnews.textalk.com/se/calendar.php?id=9747&type=month&ds=20101213&list=true.
16. ↑  ”Nobelpriset”. https://www.nobelprize.org/prizes/lists/all-nobel-prizes/. Läst 10 april 2011.